# 金山橋
金山橋（かなやまばし）は、福島県郡山市の一級河川阿武隈川に架かる国道49号の道路橋。

## 概要
阿武隈川と支流の笹原川の合流点付近に位置しており、西詰は安積町日出山、東詰は田村町金屋字上河原に位置する。6径間鋼ゲルバートラス・合成鈑桁橋であり、当時の一等橋として架橋された。
本橋は戦時中に建設された旧日本海軍の第一・第二郡山航空基地と郡山市街地、第三郡山航空基地とを結ぶ役割を担っており、1944年（昭和19年）1月に内務省により告示された軍都整備事業計画で当橋梁から市内中心部までの開成山を結ぶ軍用道路金山橋開成山線として整備された。1953年に当時の橋梁が橋脚の沈下を起こし落橋したことから、戦災復興事業として掛け替えが行われた。総工費は当時の金額で1億3430万3千円。
本橋の架橋等の改良工事により、太平洋側のいわき市、郡山市、そして新潟市などを結ぶ国道49号の改良が進み、物流面などでも大きな役割を果たしたとされる。
当橋梁の西詰には金山橋西交差点があり、東部幹線（郡山市道1-52号日出山久保田線）と交わる交通の要衝として機能しており、一日あたり25000台の交通量を誇る。

### 橋梁のデータ
- 長さ : 191.7 m
  - 最大支間長：45 m
- 幅員 : 7 m（車道、加えて歩道が両側に設置）
- 構造 : 1径間合成鈑桁橋・3径間ゲルバートラス橋、2径間合成鈑桁橋
- 車線 : 2車線

## 沿革
- 1958年11月 - 戦災復興事業として[3]完成
- 1970年 - 下流側に歩道を増設
- 1975年 - 上流側に歩道を増設

## 周辺
- 日本大学工学部
- 郡山自動車学校